# 兵庫県道274号岡田林垣線
兵庫県道274号岡田林垣線（ひょうごけんどう274ごう おかだはやしがきせん）は、兵庫県朝来市を通る一般県道である。

## 概要
朝来市和田山町岡田から朝来市和田山町林垣に至る。

### 路線データ
- 起点：朝来市和田山町岡田（兵庫県道273号金浦和田山線交点）
- 終点：朝来市和田山町林垣（糸井橋交差点、兵庫県道10号朝来出石線上、兵庫県道104号物部藪崎線交点）
- 総延長：2.472 km

## 路線状況

### 重複区間
- 兵庫県道10号朝来出石線（朝来市和田山町寺内 - 朝来市和田山町林垣・糸井橋交差点（終点））

## 地理

### 通過する自治体
- 朝来市

### 交差する道路
| 交差する道路                                                                                      | 交差する場所 | 交差する場所        |
| ------------------------------------------------------------------------------------------------- | ------------ | ------------------- |
| 兵庫県道273号金浦和田山線                                                                         | 和田山町岡田 | 起点                |
| 兵庫県道10号朝来出石線 重複区間起点                                                               | 和田山町寺内 |                     |
| 兵庫県道10号朝来出石線 重複区間終点 兵庫県道104号物部藪崎線 / 本線 兵庫県道104号物部藪崎線 / 別線 | 和田山町林垣 | 糸井橋交差点 / 終点 |

### 沿線
- 円山川